# Schwaighof (Hofform)
Schwaighof/Schweighof ist im oberdeutschen Sprachraum ein auf Viehzucht ausgerichteter herrschaftlicher Eigenbetrieb, woraus sich häufiger auch ein Ortsname oder Familienname entwickelte.

## Wortherkunft und Wirtschaftsgeschichte
Schwaige, bairisch Schwoag, leitet sich von mittelhochdeutsch sweige für ‚Sennerei, Herde, Viehhof‘ ab. Die Begriffe Sennhof, Grashof, Viehhof, Schwaiglehen haben etwa dieselbe Bedeutung oder bezeichnen Teilaspekte der Schwaige.
Der Begriff der Schwaige ist im 12./13. Jahrhundert in den Nord- und Zentralalpen und deren Vorland entstanden und bezeichnet einen Wirtschaftshof an Berghängen oder in Hoch- und Haupttälern. Der Schwaighof war eine Dauersiedlung als Einzelhof, die hauptsächlich Sennwirtschaft (Viehzucht und Milchwirtschaft) betrieb und sich zumeist ab einer Höhe von ca. 1.200 m verbreitet fand.
Bei näherer Betrachtung lassen sich für den Betriebstyp der Schwaighöfe besondere Merkmale ausmachen, die sie von anderen Betrieben mit vornehmlicher Viehhaltung unterscheiden: Es sind die vom Grundherren bereitgestellten Herden und der darauf bezogene  Zins von regelmäßig 300 Käsen, wobei die Herden ebenfalls als Schwaigen bezeichnet werden.
Bereits für die Jahre 1130–1145 sind Schwaigen („swaigas“) im Ötztal in der Ortschaft Niederthai bezeugt, die an das Kloster Ottobeuren jährlich 900 caseos (‚Käse[laibe]‘) abgaben. Im Salbuch des Klosters Benediktbeuern von 1294 sind zum Beispiel für die Jachenau 17 vaccariae (Viehhöfe, von lateinisch vacca ‚die Kuh‘) gelistet, die jährlich 100 bis 200 Käselaibe als Kasgilt leisten mussten. Die Höfe in der Jachenau werden wegen des rauen Klimas, das den Anbau von Feldfrüchten ausschließt, auch heute nur als Viehhöfe betrieben.
Im 15. Jahrhundert verschwanden die Schwaighöfe allmählich wieder und wichen anderen Betriebsformen. Dennoch begründete das Kloster Benediktbeuern erst 1728 in Walchensee einen Schwaighof zur Versorgung der ortsansässigen Taferne. Schwaigen wurden meist als Lehen vergeben. Der Betreiber versorgte in der Regel grundherrliches und eigenes Vieh. Für die Nutzung von Grund und Vieh des Gutsherrn war er diesem abgabenpflichtig.

## Verbreitung und Varianten
Das Wort Schwaighof ist vor allem in Österreich, Südtirol und Bayern, Schweighof vor allem in Baden, der Schweiz und im Elsass verbreitet.
Erhalten haben sich zahlreiche Flurnamen und das Wort Schwaige im Ostalpenraum für ‚Bergweide‘ (Alm/Alpe).
Beispiele:
- Schwaig, Schwaige
- Schwaighof, Schweighof
- Schwaighofen, Schweighofen
- Schweighouse (frz. Form von ‚Schwaighaus‘)

analog:
- Sennhof
- Grashof

Entsprechend häufig sind auch Herkunftsnamen wie Schwaiger, Schweiger, Schwaighofer oder Schweighofer.